# 周易参同契
『周易参同契』（しゅうえきさんどうけい）は、煉丹術に関する書物で、易の卦をかりて煉丹の法を説いたもの。伝統的に後漢から呉にかけての魏伯陽（ぎはくよう）が著したとされる。『道蔵』太玄部に収録されている。
煉丹術の古典であるが、その文章は難解をきわめる。

## 成立
著者とされる魏伯陽については葛洪『神仙伝』に見え、三国時代の呉の人で、『参同契五行相類』の著者とする。また、自序の詩が字謎になっており、「委時去害……与鬼為隣」が「魏」を、「百世一下、遨游人間」が「伯」を、「湯遭阨際、水旱隔并」が「陽」を意味し、これによって著者名が魏伯陽であることがわかるという（同様の謎解きは『越絶書』にも見える）。彭暁『周易参同契分章通真義』の序によると、魏伯陽は会稽上虞の人であり、青州の徐従事（徐景休）にこの書を示し、徐は注をつけた。後漢の桓帝のときに同郡の淳于叔通に授け、世に行われたという。鈴木由次郎によると、『周易参同契』に見られる易の説は漢代の象数易であり、王弼の影響が見られない。
ただし実際の成立は謎が多く、『隋書』経籍志に見えないことから唐代ごろに成立したという説もある。福井康順によると、現行の『神仙伝』は時代の新しいものであり、信用しがたい。『経典釈文』によれば虞翻（233年没）の易注が『参同契』を引いており、ここから2-3世紀に『参同契』という書物があったことがわかるが、これは今の『周易参同契』とは異なる佚書であるという。現行の『周易参同契』は後漢の書物ではなく後世の偽書であり、本文末に謎解きの形式で著者名を言っているのはあえて難解にしたものである。葛洪『抱朴子』は金丹を強調しているにもかかわらず『周易参同契』について何も言っていないことから、葛洪の時代には存在しなかったと考えられる（遐覧篇に「魏伯陽内経一巻」の名が見えるが、これは『周易参同契』のことではなく、ここでいう魏伯陽とは老子の別名であるという）。梁から唐にかけては細々と流伝していたが、五代後蜀の彭暁によって『周易参同契分章通真義』3巻が広政丁未（947年）に作られた。これが現存最古の注釈とされる。

## 内容
彭暁の序によれば、参同契の参は雑、同は通、契は合を意味し、煉丹の法が『周易』の易理に参通し、契合することを意味する。また、炉火（錬丹技術）、 黄老（養生法）、大易（錬丹理論と記号）の三者（参）を同契することを意味するともいう。
『周易参同契』は大部分が五言または四言の韻文で書かれているが、散文の部分や賦の形式で書かれた箇所もある。本来別人の文章が本文の中に混入したためにこのようになっていると考えられる。
上・中・下の3篇に分かれるが、3篇はすべて同じ理論をくりかえしたものである。まず易の卦のうちで乾坤と坎離の4卦を基本とし、この4卦が陰陽を調節することを述べる。煉丹術では乾坤が鼎、坎離が薬物にあたる。
正しい方法で作られた還丹を服食すること3年で体が空中に浮くとする。
煉丹の際の火加減を象数易の十二消息卦を利用して説明している。
『周易参同契』が重視する物質は鉛と汞（水銀）の2つであり、この2者を陰と陽に結びつけ、また龍と虎・日と月・烏と兎・坎と離などにも譬えている。このように譬えが多いことが『周易参同契』の解釈を難しくしている。

## 後世への影響
隋唐では、『抱朴子』のような金砂を使った煉丹に対し、『周易参同契』式の鉛・汞中心主義の金丹術が盛んになっていく。
唐の劉知古『日月玄枢論』（道教の類書である『道枢』巻26に節録）は『周易参同契』に関する最古の解説である。
唐末以降、薬物を使う外丹にかわって体内の気を操作する内丹術が盛んになると、『周易参同契』は内丹の書として解釈され、張伯端の『悟真篇』とともに重視されるようになった。彭暁『周易参同契分章通真義』3巻は外丹と内丹のどちらとも言えない特殊な内容になっている。宋末元初の兪琰は『周易参同契発揮』9巻および『周易参同契釈疑』1巻を書いた。
儒学者も関心を持ち、朱熹は崆峒道士鄒訢の偽名で『周易参同契考異』1巻を書いた。
仏教では唐の石頭希遷が『参同契』（さんどうかい）という書物を記した。曹洞宗で重視される。
日本では江戸初期に藤原惺窩や林羅山らが朝鮮刻本の『周易参同契』を珍重した。幸田露伴は詳細な「仙書参同契」を記したが、この本は多く兪琰をもとにする。